# Euphrasia grandiflora
Euphrasia grandiflora là loài thực vật có hoa thuộc họ Cỏ chổi. Loài này được Hochst. mô tả khoa học đầu tiên năm 1840.